# Sân bay Nouna
Sân bay Nouna (IATA: XNU, ICAO: DFON) là một sân bay ở Nouna, Burkina Faso.